# 로스트 시즌 1
《로스트》의 첫 번째 시즌은 미국과 캐나다에서 2004년 9월 22일에 방영을 시작해 2005년 5월 25일에 총 25화로 끝을 맺었다. 이 시즌에서는 남태평양 어느 섬에 비행기가 추락해 그 중에서 비행기 중간 부분에서 살아 남은 48명의 생존자의 이야기를 다루고 있다. 생존을 위한 고된 삶속에서 등장 인물들은 이 섬이 보통 섬이 아니라는 걸 알게 된다.
시즌 1은 미국에서 수요일 오후 8시에 방영되었다. 총 25화 방영 이후 특별판으로 "로스트: 여행"이 2005년 4월 27일에 방영되었다. 이 시즌은 부에나 비스타 홈 엔터테인먼트에서 Lost: The Complete First Season라는 이름으로 총 7장의 DVD로 2005년 9월 6일에 발매하였다.

## 평가
1편은 미국에서 약 1860만 명이 시청해 ABC에서 2000년 이래 깨지지 않았던 Who Wants to Be a Millionaire?의 기록을 깼으며 동부 9시, 중부 8시 대의 최고 시청 인구를 확보했다. 인상적인 오프닝을 보고 로이터는 "히트 드라마"라고 예상하며 "라디오나 스페셜 스크린을 포함, 로스트로 인해서 근 5년간 최고의 광고 수입을 올리고 있다"고 보도했다. 네 편이 방송된 후 ABC는 로스트의 전체 시즌을 방영하기로 결정했다. 로스트 시즌 1은 미국 인구 중 평균 1838만명이 시청했다.
시즌 1은 프라임타임 에미상의 12부분에 지명받았다. 여기에서 "Outstanding Casting for a Drama Series", "Outstanding Directing for a Drama Series", "Outstanding Drama Series" (J. J. 에이브럼스), "Outstanding Music Composition for a Series (Dramatic Underscore)" (마이클 기아치노), "Outstanding Single-Camera Picture Editing for a Drama Series" 와 "Outstanding Special Visual Effects for a Series"부분에서 수상 받았다. 테리 오 퀸과 나빈 앤드류는 "Outstanding Supporting Actor in a Drama Series"부분에 지명되었다.